# Оборонний мур

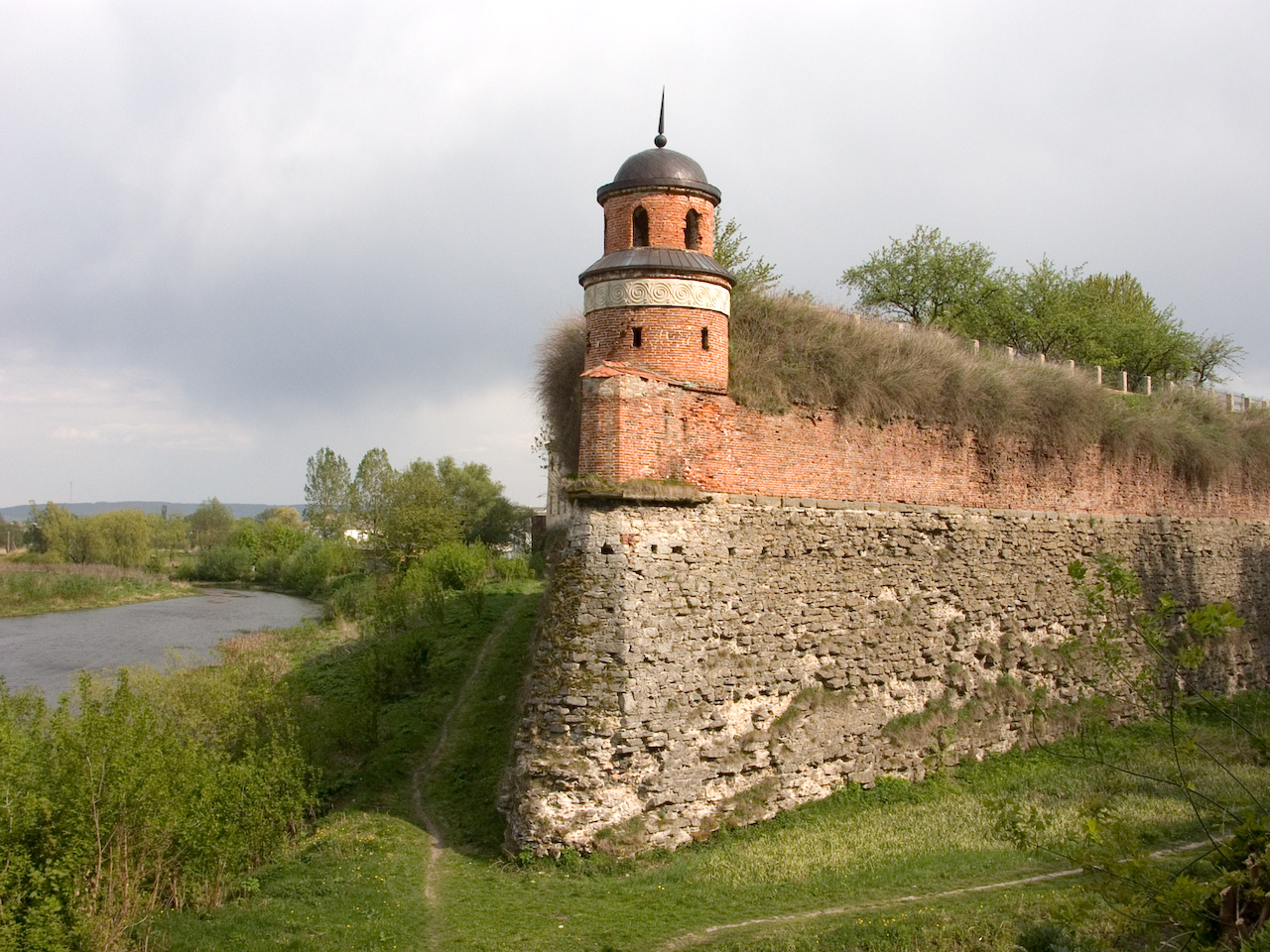
Мур і башта замку в Дубні.

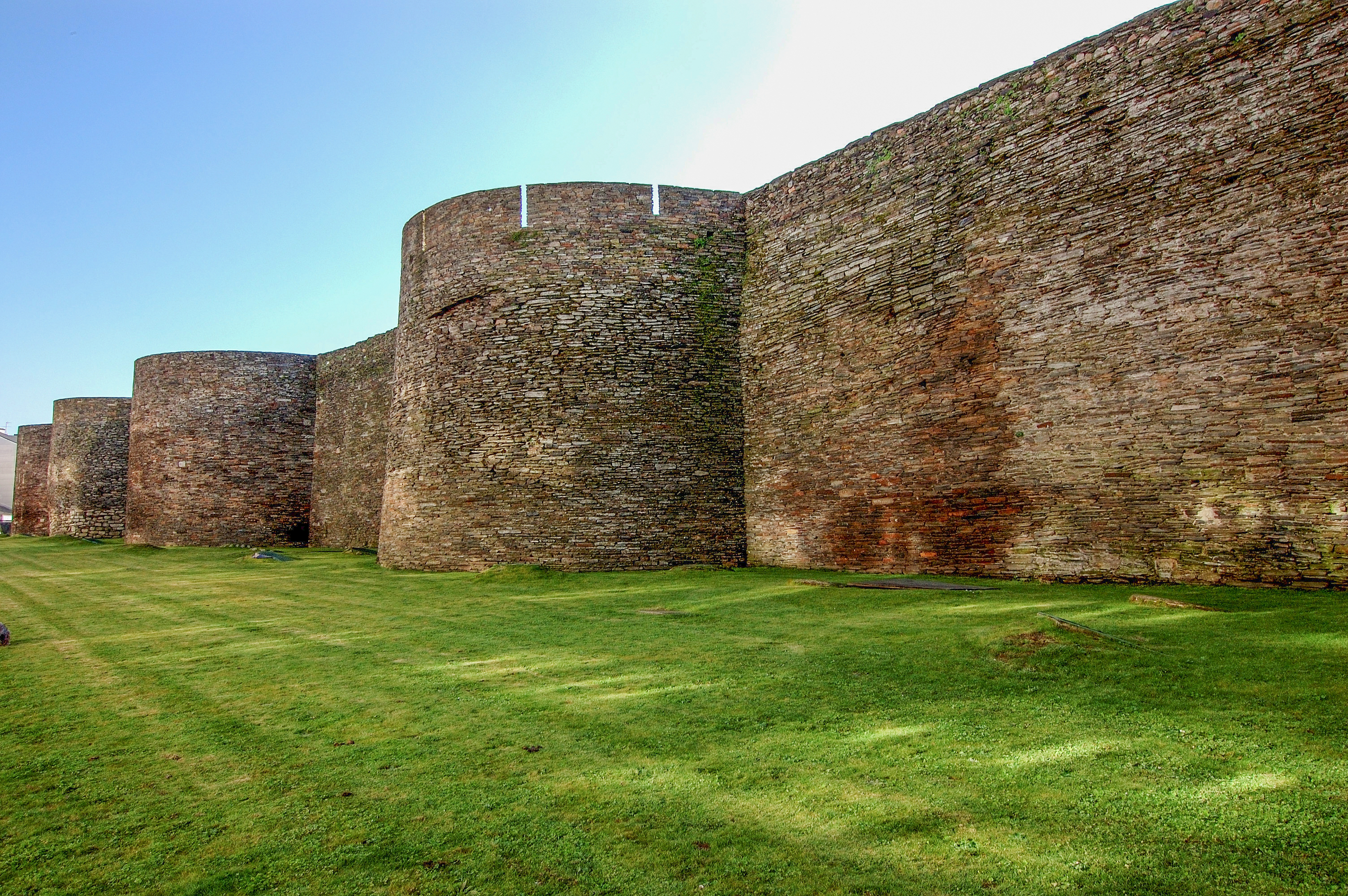
Римські мури в Луго, Галісія

Оборо́нний мур, або оборо́нний вал (лат. murus — «мур») — фортифікаційна споруда для захисту мешканців міста чи поселення від потенційного агресора. З найдавніших часів до тепер вони обгроджували поселення.
Зазвичай на мурах розташовується бойовий хід, захищений зубцями. Бій і стрілянину вели або поверх бруствера, або використовували бійниці різної величини і призначення. Деякі мури мали не один ярус з бійницями, а два або три. Зазвичай мур з'єднував вежі в фортеці. Мури мали окремі фортеці, а також міста, замки, монастирі. Здебільшого мають на увазі міські або фортифікаційні мури. Були й протяжні мури, призначені для захисту цілих регіонів і країн, такі, наприклад, як Великий китайський мур, Адріанів вал, метафоричний Атлантичний вал, які простягались далеко за межами міста, і які використовували для того, щоб обгородити регіон чи позначити кордон територій. Окрім захисних функцій багато мурів мали також важливе символічне значення — показати статус і незалежність спільнот, що жили за мурами.
Ті старовинні мури, що збереглись, майже завжди кам'яної кладки, хоча цегляні та дерев'яні також зустрічаються. Якщо дозволяють особливості місцевості довкола міста чи поселення, елементи ландшафту (наприклад річка чи узбережжя) можуть бути включені в оборонну споруду задля більшої ефективності мурів.